# Paramaccaans
Paramaccaans is de taal die wordt gesproken door de Paramaccaners, een van de marronstammen in Suriname. Het is een variant van het Aukaans, waar het overeenkomsten mee heeft in de grammatica en de herkomst van het vocabulaire. De taal is te situeren tussen het Aukaans en het Sranantongo en kan ook door sprekers van die twee talen worden verstaan.